# Boston Soccer Club
La Boston Soccer Club (1924-1931) è stata una società calcistica di Boston, negli Stati Uniti, appartenente alla ASL I (1921-1931). Nel 1929 vennero rinominati come Boston Bears.

## Storia
Fondata nel 1924, conosciuta anche con il soprannome di Wonder Workers, fu una delle squadre dei primi anni calcistici statunitensi nell'allora American Soccer League. La tradizione calcistica dilettantistica e scolastica del New England portò alla fondazione del Boston Soccer Club anche con giocatori d'esperienza provenienti da paesi europei. Dopo due campionati, nel 1926, il Boston fuoriuscì dalla lega per formarne una nuova che però ebbe breve durata: la International Soccer League (formata insieme ai New Bedford Whalers, Brooklyn Wanderers ed a tre formazioni canadesi, i Montreal Carsteel, Montreal Scottish e Toronto City). I Wonder Workers vinsero un campionato (battendo New Bedford 4-2 in finale) e due Lewis Cup: nel 1925 batterono i Fall River F.C. (2-1) e nel 1927 i Brooklyn Wanderers (2-0, 3-0); nel 1928 vennero battuti dai Bethlehem Steel (3-2, 2-2).

## Boston Soccer Club 1927-28
| N. |                           | Ruolo | Calciatore             |
| -- | ------------------------- | ----- | ---------------------- |
|    | Scozia (bandiera)         | P     | Jack Davidson          |
|    | Scozia (bandiera)         | D     | Billy Gibson           |
|    | Scozia (bandiera)         | D     | John McArthur          |
|    | Scozia (bandiera)         | D     | Jock McIntyre          |
|    | non conosciuta (bandiera) | D     | Dave Priestley         |
|    | Scozia (bandiera)         | D     | Bobby "Red" Ballantyne |
|    | Norvegia (bandiera)       | C     | Werner Nilsen          |
|    | Stati Uniti (bandiera)    | C     | Billy Gonsalves        |

| N. |                           | Ruolo | Calciatore         |
| -- | ------------------------- | ----- | ------------------ |
|    | non conosciuta (bandiera) | C     | Greaves            |
|    | Scozia (bandiera)         | C     | Tommy Fleming      |
|    | Scozia (bandiera)         | C     | Gordon Burness     |
|    | Scozia (bandiera)         | C     | Dave McEachran     |
|    | Scozia (bandiera)         | C     | Johnny Ballantyne  |
|    | Scozia (bandiera)         | A     | Alex McNab         |
|    | Scozia (bandiera)         | A     | Barney Battles Jr. |

## Campi da gioco

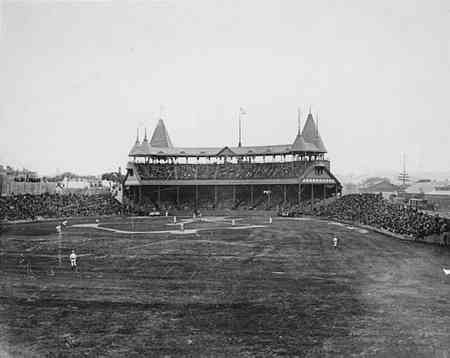
Il South End Grounds

Il Boston Soccer Club giocò nel South End Grounds (fino al 1914 campo da gioco della squadra di baseball dei Boston Braves) dal 1925 al 9 febbraio del 1929, anno della sua chiusura, usato e condiviso anche da altre due squadre di "soccer": Boston Beaneaters (nel 1894 della America League of Professional Football Clubs) e i Boston Hubs (nel 1926 della National Soccer League). Successivamente giocarono nell'Everett Stadium, e successivamente nel nuovo Fenway Park.

## Cronologia
| Anno               | Division | Lega | Stagione Regolare                      | Playoffs        | U.S. Open Cup |
| ------------------ | -------- | ---- | -------------------------------------- | --------------- | ------------- |
| Boston Soccer Club |          |      |                                        |                 |               |
| 1924-25            | 1        | ASL  | 4°                                     | -               | -             |
| 1925-26            | 1        | ASL  | 3°                                     | -               | Terzo turno   |
| 1926               | -        | ISL  | 2°                                     | -               | -             |
| 1926-27            | 1        | ASL  | 2°                                     | -               | Primo turno   |
| 1927-28            | 1        | ASL  | 1° (girone andata) 5° (girone ritorno) | Campione        | Secondo turno |
| 1928-29            | 1        | ASL  | 6° (girone andata) 7° (girone ritorno) | Non qualificata | -             |
| Boston Bears       |          |      |                                        |                 |               |
| Autunno 1929       | 1        | ASL  | 3°                                     | -               | ?             |
| 1929-30            | 1        | ASL  | 11°                                    | -               | -             |
| Autunno 1930       | -        | -    | Non attiva                             | -               | -             |
| Primavera 1931     | 1        | ASL  | 9°                                     | Non qualificata | -             |
| Autunno 1931       | 1        | ASL  | 5°                                     | -               | -             |
| Primavera 1932     | 1        | ASL  | 3°                                     | -               | ?             |
| Autunno 1932       | 1        | ASL  | 7°                                     | -               | ?             |

## Palmarès

### Competizioni nazionali
- American Soccer League

Vincitore (1): 1927/28
- Lewis Cup

Vincitore (2): 1925, 1927

### Altri piazzamenti
- American Soccer League:

Secondo posto: 1926-1927
Terzo posto: 1925-1926, Autunno 1929

## Giocatori
- James Gentle (1925-1926)
- Billy Gonsalves (1927-1929)
- Mike Bookie (1924-1925)
- Werner Nilsen (1926-1929)
- Barney Battles, Jr. (1924-1928)
- Tommy Fleming (1924-1928)
- Mickey Hamill (1924–1926)
- Bill Harper (1929)
- Alex McNab (1924-1928)
- Tommy Steel (1924-1926)
- Andy Stevens (1924-1925)
- Dave McEachran (1928, 1929)
- Johnny Ballantyne (1924-1928)
- Hugh Lorimer
- Tommy Muirhead (1924–1925)
- John Dubienny (1929)
- Gordon Burness (1927-1929, 1931)
- James Kelly (1928-1929)
- Robert Blyth (1924–1925)
- Bill Westwater (1925-1926)
- Red Ballantyne (1924–1925, 1928)
- Freddie Wall (1929)
- Leslie Lyell (1927)
- Nils Nygren (1928-1929)
- Bobby Blair (1925-1927, 1929)
- Red McMillan (1924-1927)
- Jock McIntyre (1924-1929)
- Jack Davidson (1926-1930)
- Bill Harper (1928-1930)
- Hugh Lorimer (1924-1926)
- Jack Lyons (1931)
- Jimm Lyons (1931)
- Tom McMaster (1924-1925)
- Jimmy Miller (1931)
- Joe Murphy (1931)
- Oldrich Pozdelek (1928-1929)
- John McArthur (1925-1930)
- Billy Ritchie (1928-1931)